# Chaïa Melamoud
Chaïa Noïevitch Melamoud (russe : Шая Ноевич Меламуд), né le 13 août 1911 à Odessa et mort le 20 octobre 1993 à Saint-Pétersbourg, est un peintre et graphiste russe et soviétique, membre de l'Union des peintres de Saint-Pétersbourg (ru), jusqu'en 1992 section de Leningrad de l'Union des peintres de la RSFSR.

## Biographie
Chaïa Noïevitch Melamoud est né le 13 août 1911 à Odessa года. En 1933 et 1940 il étudie auprès de Constantin Youon et de Pavel Chillingovski à l'Institut de peinture, de sculpture et d'architecture Ilia Répine, qui fait suite à l'Académie impériale des beaux-arts. Il termine la faculté de peinture en 1940 « avec le droit de soutenir un travail de diplôme ». Il présentera en 1956 comme travaux un Portrait de l'académicien Lev Berg et un Portrait du meilleur forgeron de Leningrad, D. N. Chkrerov. Il acquiert alors la qualification d'artiste-peintre.
À la fin 1939 il participe à Kyokkala à l'inventaire et à l'estimation de la valeur artistique des archives d'Ilia Répine. Il est le co-auteur, avec Isaak Brodsky du livre Répine aux Pénates, publié en 1940.
Il expose ses travaux à partir de 1940 avec les autres peintres de Leningrad. Il peint des portraits, des scènes de genre et des compositions historiques et des paysages. Il est l'auteur de La perspective Nevski lors de sa reconstruction («Невский проспект во время реконструкции» - 1951), du Portrait du meilleur forgeron de Leningrad, D. N. Chkrerov («Портрет лучшего кузнеца Ленинграда Д. Н. Шкредова» - 1954), du Machiniste de la grue de l'aciérie Martin («Машинист крана мартеновского цеха» - 1957) et de Siverskaïa («Сиверская» - 1957), du Portrait de S. I. Mironova, travailleuse d'avant-garde de la fabrique de tabac Ouritski ( «Портрет С. И. Мироновой, передовой работницы табачной фабрики имени Урицкого» - 1960), de Viva Cuba ! («Вива Куба!» - 1961), etc.
Au début des années 1990, les œuvres de Chaïa Melamoud sont exposées avec celles d'autres peintres en Europe occidentale,.
Il meurt le 20 octobre 1993 à Saint-Pétersbourg dans sa 93e année. Il était marié à Raïssa Hetman (ru) (1913-1983), et est le père du décoratrice de théâtre et de cinéma Kira Chaïevna Melamoud, née en 1940.
Ses œuvres se trouvent dans des musées et collections privées en Russie, en Ukraine, en Allemagne, aux États-Unis, en France et dans d'autres pays.